# شیسیدو
شیسِیدو (به ژاپنی: 株式会社資生堂) شرکت کالای لوکس چندملیتی ژاپنی است، که در زمینه توسعه، تولید و پخش طیف وسیعی از لوازم آرایشی، محصولات مراقبت‌های شخصی، شوینده‌ها و عطر، همچنین تولید مواد شیمیایی و داروهای بدون نسخه فعالیت می‌نماید. این شرکت در سال ۲۰۱۳ پس از شرکت‌های لورئال، یونیلیور و پروکتر اند گمبل به‌عنوان چهارمین شرکت تولید لوازم آرایشی جهان شناخته شد.
شرکت شیسیدو در سال ۱۸۷۲ توسط داروساز ارشد نیروی دریایی امپراتوری ژاپن؛ آرینوبا فوکوهارا، تأسیس شد و هم‌اکنون قدیمی‌ترین تولیدکننده لوازم آرایشی جهان است، که دارای عملیات در کشورهای سنگاپور، تایوان، هنگ کنگ، چین، ایتالیا، فرانسه، آلمان، نیوزیلند، استرالیا و ایالات متحده آمریکا می‌باشد.
دفتر مرکزی این شرکت در خیابان گینزا، چوئو، توکیو و ساختمان عملیاتی آن در میناتو، توکیو قرار دارد و بخشی از سهام آن در بازار بورس توکیو معامله می‌شود. سهامداران اصلی شرکت شیسیدو شامل: مَستر تراست بانک ژاپن (۷٫۲٪ درصد)، ژاپن تراستی سرویسز بانک (۴۱٫۷٪ درصد) و میزوهو بانک (۵٫۸۸٪ درصد) می‌باشد.